# Eden (Idaho)
Eden – miasto w Stanach Zjednoczonych, w stanie Idaho, w hrabstwie Jerome.